# Tân An (Hiệp Đức, Quảng Nam)
Tân An is een thị trấn en tevens de hoofdplaats in het district Hiệp Đức, een van de districten in de Vietnamese provincie Quảng Nam. Tân An heeft ruim 3000 inwoners op een oppervlakte van 5,2 km².
Een belangrijke verkeersader is de Quốc lộ 14E, die de Quốc lộ 14 met de Quốc lộ 1A verbindt. De weg is ter plaatse een onderdeel van de Ho Chi Minh-weg.
Tân An ligt aan de oostelijke oever van de Thu Bồn. De Thu Bồn wordt hier gevormd door de samenvloeiing van de Tranh en de Ngang. De Tranh wordt gezien als de hoofdstroom, die ontstaat op de Ngọc Linhberg in de huyện Đắk Glei in de provincie Kon Tum.